# 渡辺泉
渡邉 泉（わたなべ いずみ、1943年 - ）は、日本の会計学者。大阪経済大学名誉教授。専門は財務会計論。特にイギリスやイタリアにおける複式簿記と期間損益計算システムの発展の歴史を中心に研究。第11代大阪経済大学学長。日本会計史学会賞を受賞し、同学会会長も歴任。

## 略歴
神戸市出身。1968年関西学院大学商学部卒業、1973年同大学院商学研究科博士課程単位取得退学、96年「決算会計史論」で商学博士の学位を取得。1974年大阪経済大学経営学部専任講師、84年教授、1997年日本会計史学会会長。2001年学長、2004年同経営情報学部教授、2013年定年、名誉教授。
1994年日本会計史学会賞受賞、2018年日本簿記学会賞受賞、1997年日本会計史学会会長、2013年　日本会計研究学会監事。

## 所属学会
- 日本会計史学会
- 日本会計研究学会
- 日本簿記学会
- American Accounting Association（海外）

## 著書

### 単著
- 『損益計算史論』（森山書店・1983年）
- 『決算会計史論』（森山書店・1993年）
- 『損益計算の進化』（森山書店・2005年）
- 『歴史から学ぶ会計』（同文舘出版・2008年）
- 『会計の歴史探訪 過去から未来へのメッセージ』（同文舘出版・2014年）
- 『帳簿が語る歴史の真実－通説という名の誤り』（同文舘出版・2016年）
- 『会計学の誕生－複式簿記が変えた世界』(岩波新書・2017年）
- 『会計学者の責任－歴史からのメッセージ』（森山書店・2019年）
- 『原点回帰の会計学ー経済的格差の是正に向けて』（同文舘出版・2020年）
- 『世界をめぐる会計歴史紀行』（税務経理協会・2021年）
- 『会計と倫理－信頼と公平を携えた800年の軌跡』（同文館出版・2023年）

### 共編著
- "Accounting Education and Training in Japan”, Kwabena ANYANE-NTOW ed., International Handbook of Accounting Education and Certification (Oxford and New York, 1992)
- 『会計の仕組と役割』渡辺大介共編著（森山書店・1996年）
- 『会計基礎論』渡辺大介共編著（森山書店・2004年）
- Witzel, M. ed., Dictionary of British Economists (ORCA Book in England), 2004.
- 『会計基礎論 第3版』渡辺大介,本田良巳,小谷融,伊藤博志,草野真樹共著　森山書店 2007
- 『歴史から見る公正価値会計 会計の根源的な役割を問う』編著（森山書店・2013年）
- 『新会計基礎論』（森山書店・2016年）
- Fair Value Accounting in Historical Perspective（Moriyama Shoten・2014）